# I. Keresztély szász választófejedelem
I. Keresztély (1560. október 29. – 1591. szeptember 25.) a Wettin-ház Albert-ágából származó szász herceg, 1586-tól haláláig választófejedelem.

## Élete
Édesapját, I. Ágostot követte 1586-ban a választófejedelmi trónon. Hatalomra jutása után nevelőjét, Nikolaus Krellt (1551–1601) kancellárrá tette, és tanácsára a lutheranizmustól elfordult a református vallás felé. Később szövetséget kötött sógorával, a református Pfalzi János Kázmérral (1543–1592) – nővérének, Erzsébet szász hercegnőnek férjével – és 1590-ben belépett a német protestáns fejedelmek általános szövetségébe.
Szászországban Königstein fellegvárát építtette, de Drezdában is voltak építkezései. Fiatalon, 30 éves korában hunyt el. Utóda fia, II. Keresztély lett.

## Lásd még
- Szászország uralkodóinak listája

| Előző uralkodó: Ágost | Szászország választófejedelme 1586 – 1591 Wettin-ház | Következő uralkodó: II. Keresztély |